# Gerlind Plonka
Gerlind Plonka-Hoch é uma matemática alemã, especialista em processamento de sinais e processamento de imagens. É professora da Universidade de Göttingen, no Instituto de matemática Numérica e Aplicada.
Plonka obteve um doutorado na Universidade de Rostock em 1993, com a tese Periodische Lagrange- und Hermite-Spline-Interpolation, orientada por Manfred Tasche. Com Daniel Potts, Gabriele Steidl e Manfred Tasche é autora do livro Numerical Fourier Analysis (Birkhäuser, 2019).
Foi Emmy Noether Lecturer da Associação dos Matemáticos da Alemanha em 2016.